# モハンマド・バゲリモタメド

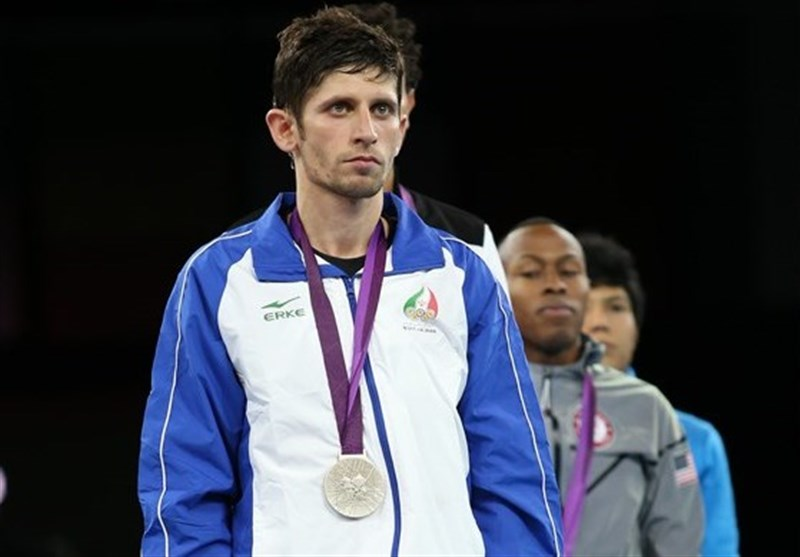
モハンマド・バゲリモタメド

モハンマド・バゲリモタメド（ペルシア語:  محمد باقری معتمد、ラテン表記:Mohammad Bagheri Motamed、1986年1月24日 -）は、イラン・テヘラン生まれのテコンドー選手。2009年の世界選手権で優勝し、2012年ロンドンオリンピックでは男子68キロ級の銀メダルを獲得した選手である。